# 岡希太郎
岡 希太郎（おか きたろう、1941年5月6日 - ）は、日本の薬学者、薬学博士。コーヒーと予防医学に関する研究で知られる。

## 来歴
1941年、東京都に生まれる。東京薬科大学卒業ののちスタンフォード大学医学部に留学。医薬品化学と臨床薬理学を専攻。臓器移植の薬理学、漢方薬の薬物動態学、出生体重と生活習慣病との関係などについて研究した。2004年からは研究テーマを「コーヒーと健康」に絞り込み、2007年には『珈琲一杯の薬理学』を著した。東京薬科大学名誉教授、日本コーヒー文化学会常任理事サイエンス委員長などを現任する。

## 著書
- 岡 希太郎『珈琲一杯の薬理学』医薬経済社、2007年5月24日。ISBN 978-4-902968-14-9。
- 岡 希太郎『コーヒーの処方箋』医薬経済社、2008年5月30日。ISBN 978-4902968255。
- 岡 希太郎『カフェイン もうドーピングなどとはいわせない』医薬経済社、2008年9月15日。ISBN 978-4902968293。
- 岡 希太郎『医食同源のすすめ 死ぬまで元気でいたいなら』医薬経済社、2011年5月17日。ISBN 978-4902968361。
- 岡 希太郎『がんになりたくなければ、ボケたくなければ、毎日コーヒーを飲みなさい。』集英社、2013年9月26日。ISBN 978-4087860368。
- 岡 希太郎、Alto『珈琲一杯の元気』医薬経済社、2015年3月20日。ISBN 978-4902968545。